# Pernille Wibe
Pernille Bjørseth Wibe (* 17. April 1988 in Oslo, Norwegen) ist eine ehemalige norwegische Handballspielerin.

## Karriere
Wibe spielte anfangs beim norwegischen Verein Bækkelagets SK, bei dem sie erstmals in der Saison 2006/07 in der höchsten norwegischen Spielklasse eingesetzt wurde. Im Sommer 2008 wechselte die Kreisspielerin zu Byåsen IL, für den sie drei Spielzeiten auflief. Anschließend unterschrieb Wibe einen Vertrag beim norwegischen Spitzenverein Larvik HK. Mit Larvik gewann sie in den folgenden Spielzeiten mehrere nationale Titel und stand in der Saison 2012/13 im Finale der EHF Champions League. Im Sommer 2013 verpflichtete sie der französische Erstligist Issy Paris Hand. Im Sommer 2017 beendete sie ihre Karriere. Im November 2018 gab Wibe ihr Comeback bei den Vipers Kristiansand, für den sie bis zum Saisonende 2018/19 aktiv war.
Wibe gab am 26. März 2011 ihr Debüt in der norwegischen Nationalmannschaft. Nachdem die Rechtshänderin bis Oktober 2011 zehn Mal für Norwegen aufgelaufen war, fand sie anschließend unter Nationaltrainer Þórir Hergeirsson keine Berücksichtigung mehr. Erst zwei Jahre später wurde sie wieder von Þórir Hergeirsson zu einem Testspiel eingeladen. Wibe bestritt 53 Partien für Norwegen, in denen ihr 34 Treffer gelangen. 2014 gewann sie mit Norwegen den EM-Titel. Ein Jahr später gewann sie die Weltmeisterschaft.

### Erfolge
- Weltmeister 2015
- Europameister 2014
- Seriemester 2011/12, 2012/13, 2018/19
- Sluttspillvinner 2011/12, 2012/13, 2018/19
- Norgesmesterskap 2011/12, 2012/13